# Brasserie audomaroise
La Brasserie audomaroise est située à Saint-Omer dans le département du Pas-de-Calais.
Elle est exploitée par la société H3E.
Elle est en redressement judiciaire depuis le 2 juillet 2009.